# Omar Quintana
Omar Quintana Baquerizo (Quito, 22 de marzo de 1943 - Guayaquil, 3 de abril de 2020) fue un político y dirigente deportivo ecuatoriano que ocupó la presidencia de la comisión de fútbol del Club Sport Emelec.

## Biografía
Nació el 22 de marzo de 1944, en Quito, Ecuador, pero toda su vida radicó en Guayaquil. Como baloncestista, fue campeón del Guayas y seleccionado nacional. En 1963 jugó para el equipo español Estudiantes. Durante un intercolegial de básquet con la Academia Militar Juan Gómez Rendón de General Villamil (Playas), el directivo de Emelec, César Gamarra, le pidió que actúe con el equipo, por lo que lo llevaba a jugar para Emelec en primera, yendo a verlo a Playas los martes y jueves.
Estuvo preso 4 años en la Clínica Machala por evasión de impuestos y fraude al Banco Central. La investigación se realizó en 1985 y la sentencia de dictó en 1991-1992. La sentencia la dictó el Juez Vicente Taiano
Fue administrador de empresas y presidente de la comisión  de fútbol del Club Sport Emelec, con el que logró ser campeón nacional en tres ocasiones. La primera ocasión fue en 1979, con el técnico Eduardo "Ñato" García y los jugadores Carlos Torres Garcés, Ricardo Armendáriz, Miguel Onzari, Jorge Valdez, Lupo Quiñónez, Carlos Miori, entre otros. Las otras ocasiones fueron en 2001 y 2002, haciendo del equipo bicampeón. Además fue parte de la Comisión de Fútbol del equipo. También impulsó la ampliación del Estadio George Capwell. Fue el dirigente que concretó en 1998, la venta al club italiano Peruggia, del futbolista Jaime Iván Kaviedes, quien en 1997 anotó 43 goles para Emelec y se convirtió en el máximo goleador a nivel mundial.
También fue dueño entregado por los 16 miembros y por escritura pública y estuvo bajo la dirección del club Nueve de Octubre, con el que clasificó a la Copa Libertadores en 1983 y 1984.
En la política fue diputado y luego presidente del Congreso Nacional del Ecuador, militante del Partido Roldosista Ecuatoriano (PRE) y del Partido Renovador Institucional Acción Nacional (PRIAN), de su cuñado Álvaro Noboa, pues estuvo casado con Diana Noboa Pontón. Fue propietario de Gold’s Gym. En 2019 fue candidato a la alcaldía de Samborondón, por el partido Fuerza Ecuador.

### Fallecimiento
Falleció en Guayaquil a la edad de 76 años, la noche del 3 de abril de 2020 por COVID-19 causado por el virus del SARS-CoV-2, durante la pandemia por coronavirus en Ecuador.